# Lista de áreas de conservação em Moçambique
São as seguintes as áreas de conservação em Moçambique:

## Parque Nacionais
- Parque Nacional do Banhine (Gaza, 7.000 km²)
- Parque Nacional do Bazaruto (Inhambane, 1.600 km²)
- Parque Nacional da Gorongoza (Sofala, 5.370 km²)
- Parque Nacional do Limpopo (Gaza, 10.000 km²)
- Parque Nacional de Mágoè (Tete, 3.745 km²[1])
- Parque Nacional de Maputo (Maputo, 1.718 km²[2])
- Parque Nacional das Quirimbas (Cabo Delgado, 7.500 km²)
- Parque Nacional do Zinave (Inhambane, 6.000 km²)

## Reservas Nacionais
- Reserva do Niassa (Niassa, 42.200 km²)
- Reserva do Gilé  (Zambézia, 2.100 km²)
- Reserva de Marromeu (Sofala, parte sul do delta do rio Zambeze, 1.500 km²)
- Reserva Nacional do Lago Niassa
- Reserva Nacional Chimanimani
- Reserva de Pomene (Inhambane, 200 km²)
- Reserva Nacional de Malhazine
- Reserva Biológica de Inhaca
- Zona de Protecção Total de Cabo de São Sebastião
- Área de Protecção Ambiental das Ilhas Primeiras e Segundas

## Reservas Florestais
Reservas florestais reconhecidas pela Administração Nacional das Áreas de Conservação:
- Reserva Florestal de Baixo Pinda
- Reserva Florestal de Derre
- Reserva Florestal de Inhaminga
- Reserva Florestal de Licati
- Reserva Florestal de Maronga
- Reserva Florestal de Matibane
- Reserva Florestal de Mecuburi
- Reserva Florestal de Moribane
- Reserva Florestal de Mucheve
- Reserva Florestal de Mupalue
- Reserva Florestal de Régulo Zumba
- Reserva Florestal de Ribaué

## Outras categorias
- Coutadas oficiais e fazendas de bravio destinadas ao desenvolvimento do turismo cinegético
- Área de Conservação Comunitária de Mitchéu
- Área de Conservação Comunitária de Tchuma Tchato
- Área de Conservação Comunitária de Chipanje Chetu
- Reservas Florestais.